# Černá Říčka
Černá Říčka (německy Schwarzfluß) je část města Desná, ležící na severu České republiky v Libereckém kraji. Nachází se v místech přechodu Jizerských hor do Krkonoš. Nadmořská výška je asi 680–785 m n. m. Rozprostírá se v úzkém údolí, jímž je vedena silnice II/290 do Dolního Polubnéno. Nacházel se tu bazén, ale také skokanský můstek.
Na počátku osmdesátých let 20. století se zde začal rozvíjet český snowboarding. Dne 19. prosince 2015 se zde proto také uskutečnil křest knihy Jana Boučka nazvané Prknem dolů, která se věnuje snowboardingu na území Československa v letech 1979 až 1992.

## Lyžařský vlek
Nachází se tu stejnojmenný vlek s 2,5 kilometry sjezdovek a dětským vlekem.

## Galerie

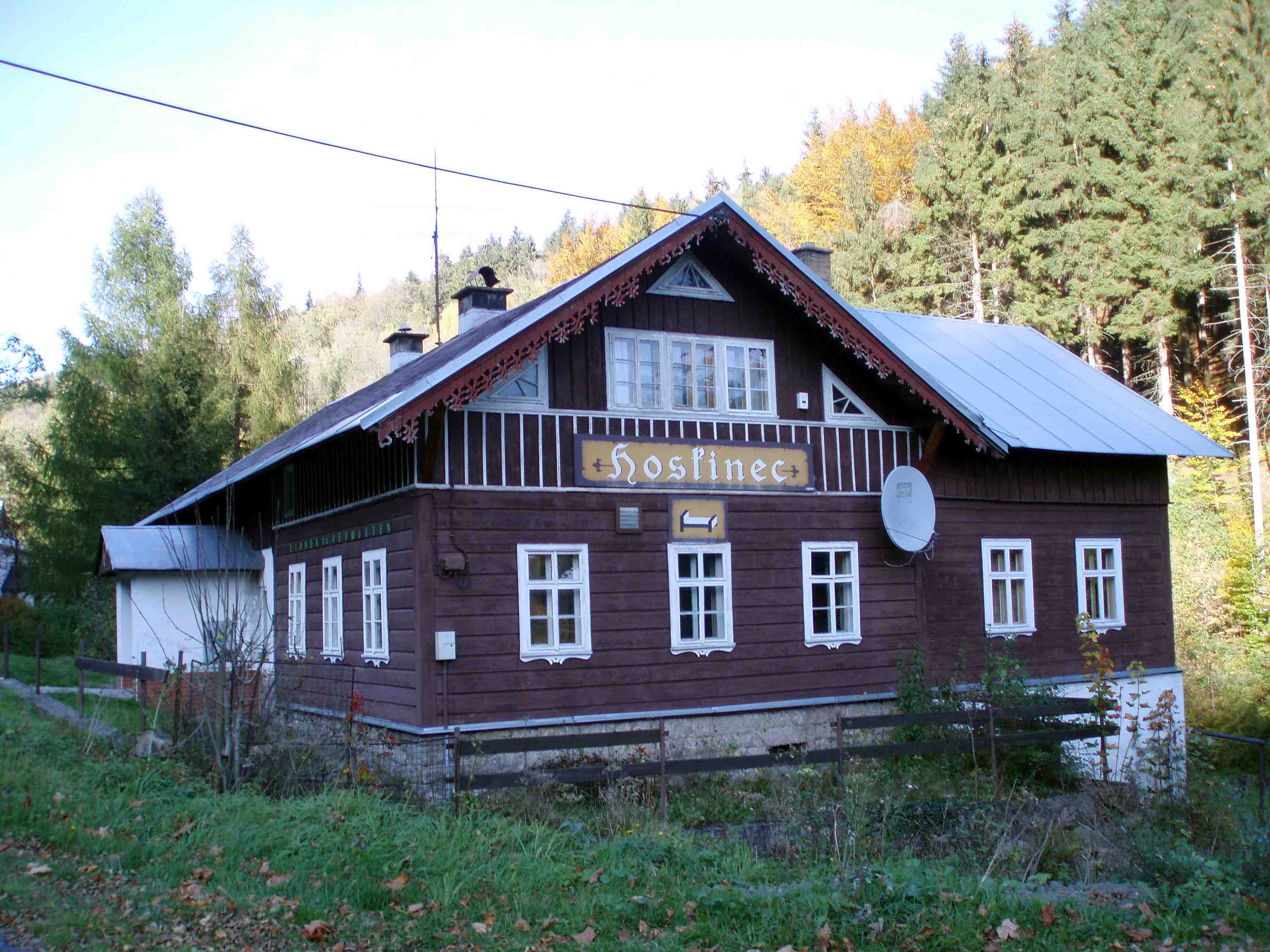
Hostinec